# Залуцкий, Леонид Васильевич
Залуцкий Леонид Васильевич (8 сентября 1877 года — 25 марта 1942) — профессор, доктор технических наук, известный физик-метролог, специалист в области электрических, магнитных, температурных и механических измерений.

## Биография
Леонид Васильевич Залуцкий родился 8 сентября 1877 года в Иркутске, в дворянской семье.
Окончил физико-математический факультет Московского университета (1901) и Санкт-Петербургский Электротехнический институт императора Александра III (1904).
20 августа 1921 года Л.В. Залуцкий был избран ректором Петроградского политехнического института, но уже 27 октября на заседании Совета он просил освободить его от этой должности. Несмотря на свой отказ, ректором Политехнического института Л.В. Залуцкий все же остался, и был им до июля 1922 года, пока его на этом посту не сменил Б.Е .Воробьев.
С 1 октября 1929 года по 1 февраля 1930 года Л.В. Залуцкий занимал пост декана электромеханического факультета, а после раздела Политехнического института на отраслевые вузы был профессором Электромеханического (ЛЭМИ) и Машиностроительного (ЛМСИ) институтов.
Он был одним из организаторов промпроизводства электротехнической стали, зачинателем постановки исследовательских работ по созданию магнитных материалов, особых сплавов (технологии производства инварной проволоки); принял участие в разработке многих приборов, в частности баллистических гальванометров и др.
Возглавил работы по созданию муниципальных стандартов электрических единиц. Им были заложены базы теории ампер-весов для воспроизведения абсолютного ампера, созданы первые модели этих весов, а также модели катушек взаимоиндукции для воспроизведения эталона единицы напряжённости магнитного поля.
Принимал активное участие в практическом осуществлении перехода на метрическую систему мер в стране, на стоградусную температурную шкалу. Разработал ряд проектов стандартов.

## Труды
Источник — электронные каталог РГБ Архивная копия от 26 ноября 2019 на Wayback Machine
- Магнитные измерения  - Петроград, 1918.
- Введение в теорию ампер-весов Лениздат, 1945.